# Bill Rieflin
William Rieflin, detto Bill (Seattle, 30 settembre 1960 – Seattle, 24 marzo 2020), è stato un batterista e tastierista statunitense, per dieci anni nei Ministry e dal 2001 nei R.E.M.

## Biografia
Partecipò a molti progetti di industrial rock come Revolting Cocks, KMFDM, Swans oltre al supergruppo da lui creato, i Pigface, che vide la presenza di decine di musicisti tra cui Trent Reznor, Flea e John Lydon.
Nel 1999 uscì il suo primo disco solista, Birth of a Giant, dove suonava con Robert Fripp e Trey Gunn dei King Crimson. Dalle sessioni di registrazione scaturì un altro disco, The Repercussions of Angelic Behavior, a nome Rieflin\Fripp\Gunn.
Nel 2005 fondò un nuovo supergruppo, gli Slow Music, dove venne affiancato da Robert Fripp e Peter Buck alla chitarra, Hector Zazou alle tastiere, Fred Chalenor al basso e Matt Chamberlain alla batteria.
Fu coinvolto nel progetto musicale The Minus 5, band proveniente da Seattle capitanata da Scott McCaughey alla chitarra, Peter Buck dei R.E.M. al basso, John Ramberg alla chitarra e Rieflin alla batteria. 
Insieme ai due colleghi dei R.E.M., Peter Buck e Scott McCaughey, affiancò il musicista inglese Robyn Hitchcock nel progetto "Robyn Hitchcock and the Venus 3".
Indiscrezioni piuttosto insistenti lo volevano ufficialmente membro dei R.E.M. alla fine del loro tour per l'album Around the Sun, ma non arrivarono mai conferme dalla band di Athens.
Dal 2013 faceva parte dei King Crimson nella formazione sperimentale che comprendeva 3 batteristi.
Bill Rieflin è morto per cancro il 24 marzo del 2020, a 59 anni.
Era vedovo della pittrice Francesca Sundsten.

## Discografia
Con i Ministry
- 1988 - The Land of Rape and Honey
- 1989 - The Mind Is a Terrible Thing to Taste
- 1992 - Psalm 69
- 1996 - Filth Pig

Con i Pigface
- 1991 - Gub
- 1992 - Fook
- 1994 - Notes From Thee Underground
- 1997 - A New High in Low

Con i Minus 5
- 2000 - In Rock
- 2002 - Let the War Against Music Begin